# Terence Bayler
Terence Bayler (Whanganui, Nueva Zelanda, 24 de enero de 1930-Londres, 2 de agosto de 2016) fue un actor neozelandés. Es conocido por interpretar al Barón sanguinario en las películas de Harry Potter. También tiene un pequeño papel como el Sr. Gregory en La vida de Brian (1979), e interpreta a Lucien en la tercera película dirigida por el miembro de Python Terry Gilliam, Time Bandits (1981). Hizo una aparición notable como Macduff en la película de 1971 dirigida por Roman Polanski Macbeth, una adaptación de la novela de Shakespeare del mismo nombre.
Bayler nació en Wanganui, siendo hijo de Amy (como soltera Allomes) y Harold Bayler, un tramoyista. Su primera aparición en el cine ocurrió en la película de Nueva Zelanda Broken Barrier (1952). 
Su asociación con Monty Python permaneció desde 1975, cuando apareció en la serie de televisión dirigida por Eric Idle Rutland Weekend Television, la cual transimitía BBC. Ello permitió que interpretase a Leggy Mountbatten, un gerente ficticio de la parodia de The Beatles The Rutles, en la película de televisión estadounidense All You Need Is Cash, en 1978. Idle también participó en la obra de Pass The Butler.